# Bald Knob (Arkansas)
Pour le sommet situé en Virginie-Occidentale, voir Bald Knob.
La ville de Bald Knob est située dans le comté de White, dans l’État de l’Arkansas, aux États-Unis. Sa population s’élevait à 2 897 habitants lors du recensement de 2010, estimée à 2 881 habitants en 2017.

## Démographie
| 1880 | 1900 | 1910 | 1920 | 1930  | 1940  | 1950  | 1960  |
| ---- | ---- | ---- | ---- | ----- | ----- | ----- | ----- |
| 221  | 707  | 617  | 958  | 1 273 | 1 445 | 2 022 | 1 705 |

| 1970  | 1980  | 1990  | 2000  | 2010  | - | - | - |
| ----- | ----- | ----- | ----- | ----- | - | - | - |
| 2 094 | 2 756 | 2 653 | 3 210 | 2 897 | - | - | - |

## Source
- (en) Cet article est partiellement ou en totalité issu de l’article de Wikipédia en anglais intitulé « Bald Knob, Arkansas » (voir la liste des auteurs).

1. ↑  « Statistiques des États-Unis - Arizona - Profils des comtés de 2010 » (consulté en novembre 2020)